# Helios (sieć kin)
Helios S.A. (dawniej Centrum Filmowe Helios S.A.) – polska sieć kin wielosalowych.

## Historia sieci
Helios S.A. to największa sieć kin w Polsce pod względem liczby obiektów. Dysponuje 54 kinami mającymi łącznie 304 ekrany i ponad 55 tysięcy miejsc. Od 31 sierpnia 2010 roku Helios S.A. jest częścią Grupy Agora S.A.
Poza regularnym repertuarem Helios organizuje także programy: Kino Kobiet, Nocne Maratony Filmowe, Kino Konesera, Kino na Temat oraz Kultura Dostępna.
Firma została nagrodzona Godłem Teraz Polska podczas XXV edycji konkursu, w kategorii „Usługi” oraz tytułem Created in Poland Superbrands 2015/16 w kategorii „Kina”.
W 2025 Helios nawiązał współpracę z IMAX, dzięki której otworzy w Gdyni i Szczecinie kina IMAX z laserową projekcją.

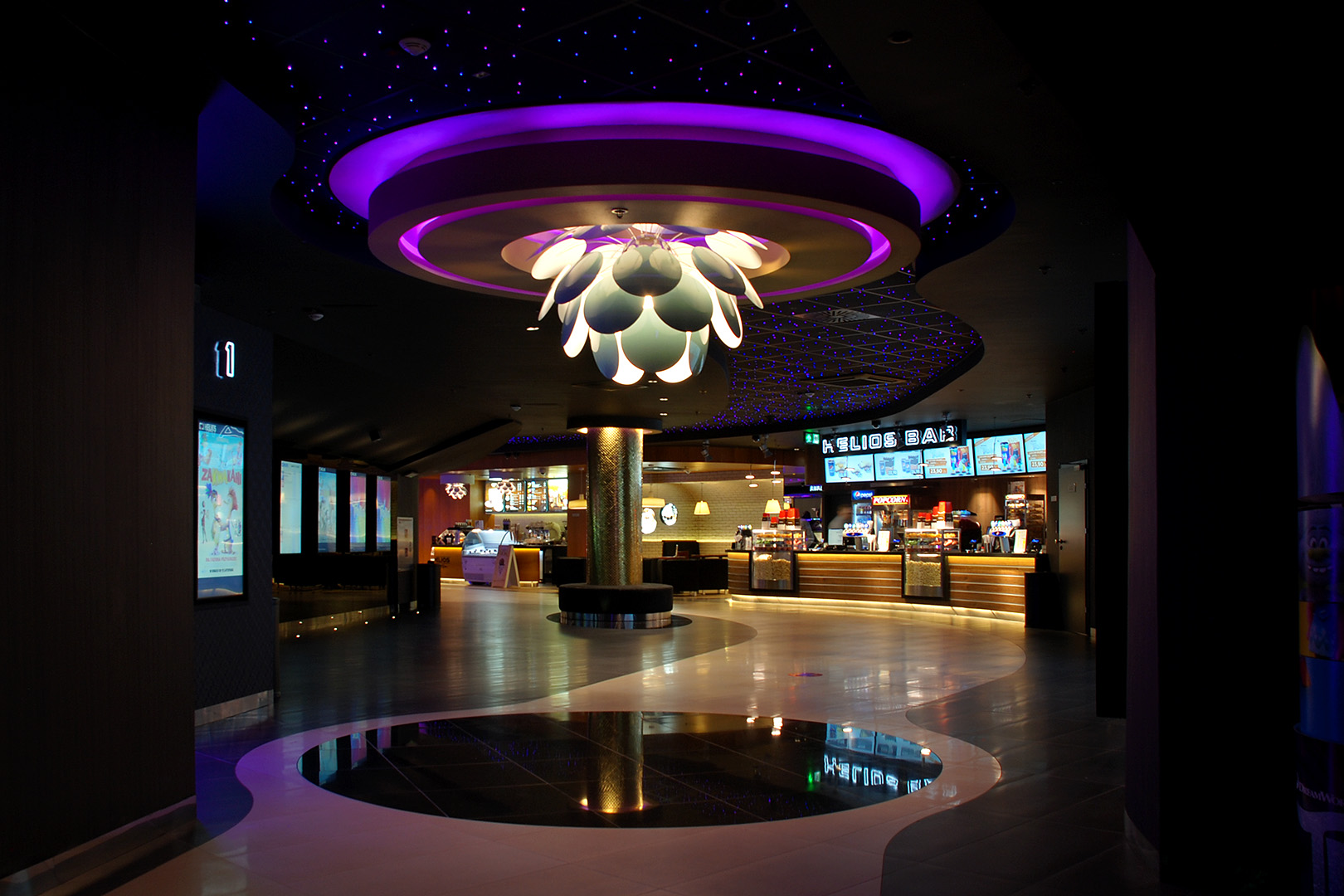
Kino Helios (Gdańsk Metropolia)
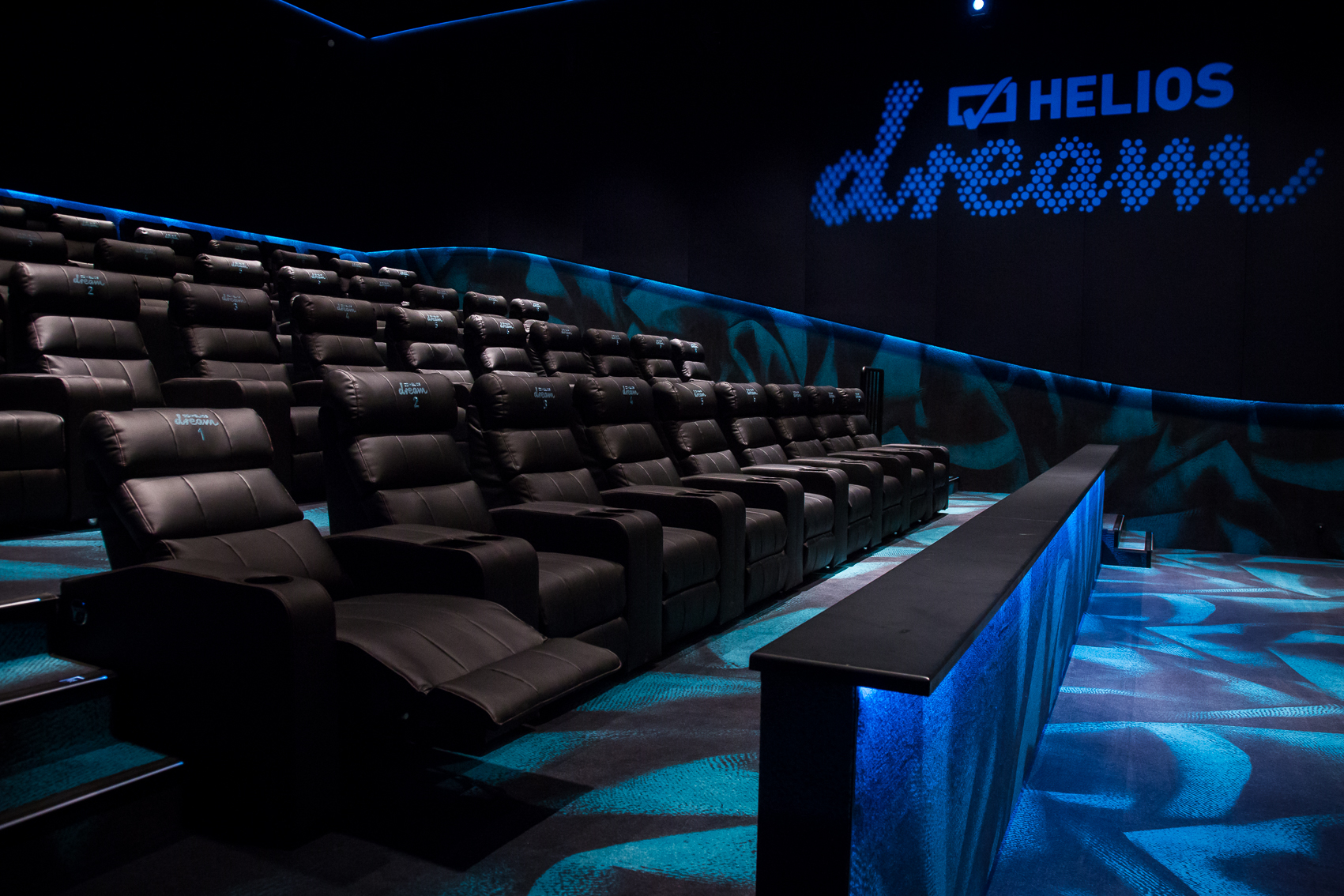
Sala Helios Dream w warszawskim kinie Helios
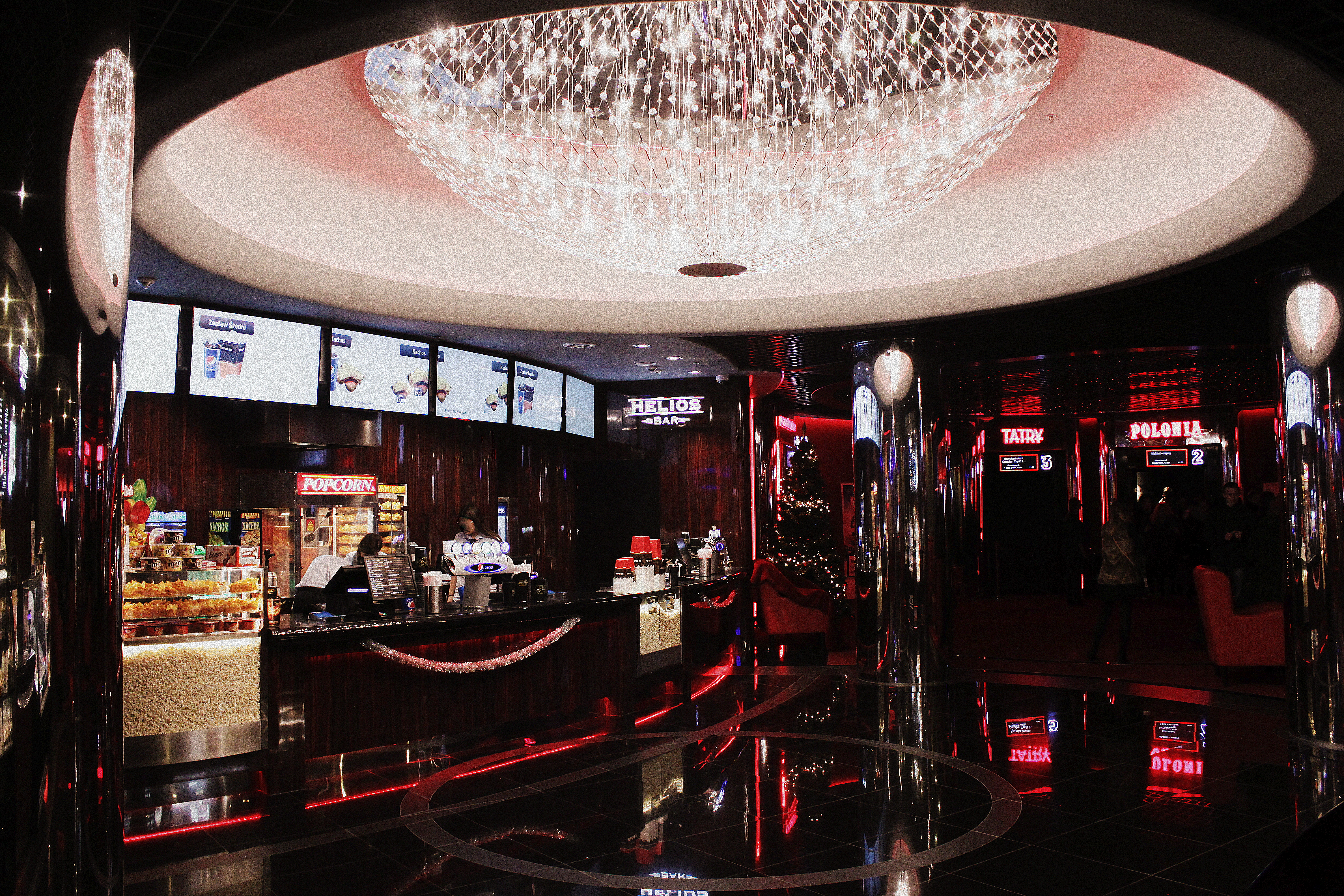
Kino Helios (Łódź Sukcesja)
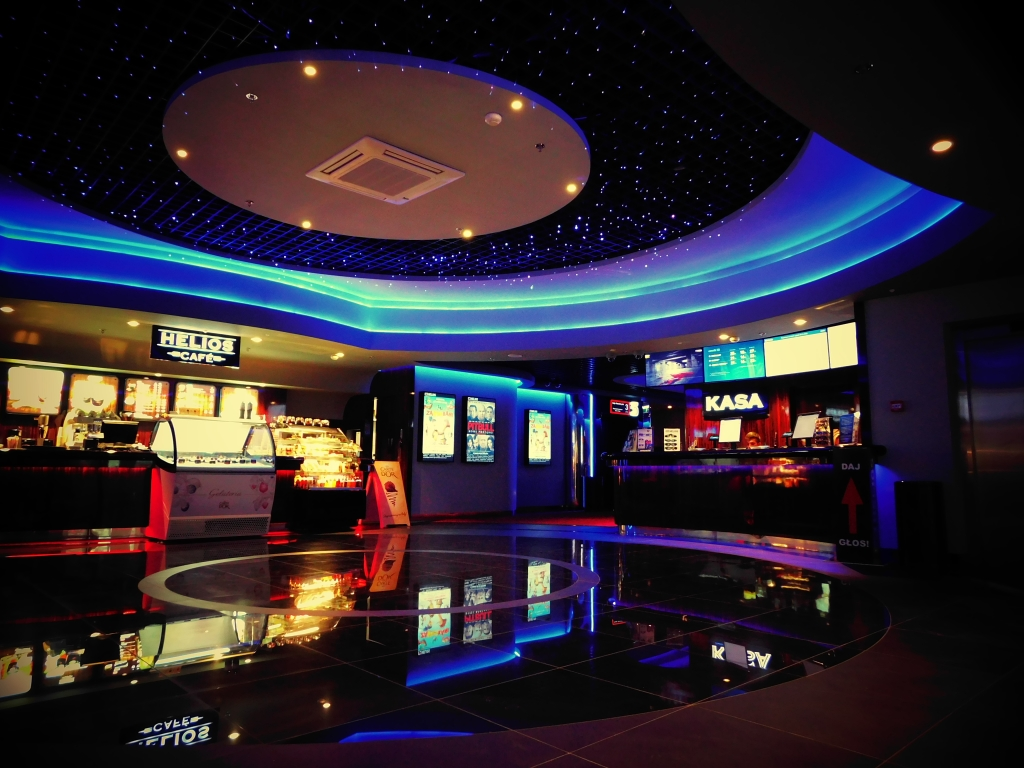
Kino Helios (Tomaszów Mazowiecki)

## Kina sieci Helios w Polsce
1. Bełchatów – Galeria Olimpia – 4 sale, 839 miejsc[10]
2. Białystok Atrium Biała – 8 sal, 1705 miejsc[11]
3. Białystok Alfa Centrum – 7 sal, 1279 miejsc[12]
4. Białystok Galeria Jurowiecka – 6 sal, 973 miejsca[13]
5. Bielsko-Biała – Galeria Sfera – 7 sal, 1547 miejsc[14]
6. Bydgoszcz – Galeria Pomorska – 7 sal, 1110 miejsc[15]
7. Dąbrowa Górnicza – CH Pogoria – 5 sal, 704 miejsca[16]
8. Gdańsk – Alfa Centrum – 8 sal, 1712 miejsc[17]
9. Gdańsk – Galeria Metropolia – 7 sal, 1074 miejsc[18]
10. Gdańsk – Forum Gdańsk – 9 sal, 1102 miejsca[19]
11. Gdynia – Centrum Handlowe Riviera – 8 sal, 1366 miejsc, w tym IMAX - otwarcie 19 grudnia 2025 [20][21]
12. Gniezno – Galeria Gniezno – 3 sale, 309 miejsc[22]
13. Gorzów Wielkopolski – Galeria Askana – 5 sal, 1024 miejsca[23]
14. Grudziądz – Galeria Alfa – 5 sal, 1295 miejsc[24]
15. Jelenia Góra – Galeria Sudecka – 5 sal, 900 miejsc[25]
16. Kalisz – Galeria Amber – 7 sal, 1442 miejsca[26]
17. Katowice – Galeria Libero – 8 sal, 1129 miejsc[27]
18. Kędzierzyn-Koźle – Galeria Odrzańskie Ogrody – 4 sale, 857 miejsc[28]
19. Kielce – Galeria Echo – 7 sal, 1468 miejsc[29]
20. Konin – Galeria Nad Jeziorem – 5 sal, 933 miejsc[30]
21. Koszalin – Galeria Emka[31] – 6 sal, 910 miejsc[32]
22. Krosno – Galeria VIVO! – 4 sale, 816 miejsc[33]
23. Legionowo – Galeria Gondola – 4 sale, 599 miejsc[34][35][36]
24. Legnica – Galeria Piastów – 5 sal, 1086 miejsc[37]
25. Lubin – Cuprum Arena – 5 sal, 1037 miejsc[38]
26. Łomża – Galeria Dworcowa - 5 sal, 632 miejsca[39]
27. Łódź – Nowa Sukcesja – 9 sal, 1598 miejsc[40]
28. Nowy Sącz – Galeria Trzy-Korony – 5 sal, 1095 miejsc[41]
29. Olsztyn – Aura Centrum Olsztyna – 8 sal, 1927 miejsc[42]
30. Opole - Centrum Handlowe Karolinka - 6 sal, 925 miejsc[43]
31. Opole – Solaris Center – 6 sal, 1247 miejsc[44]
32. Ostrów Wielkopolski – Galeria Ostrovia – 4 sale, 689 miejsc[45]
33. Pabianice – Galeria Tkalnia – 4 sale, 610 miejsc[46]
34. Piła – Atrium Kasztanowa – 4 sale, 549 miejsc[47]
35. Piotrków Trybunalski – Focus Mall – 5 sal, 1069 miejsc[48]
36. Płock – Galeria Wisła – 5 sal, 935 miejsc[49]
37. Poznań – Galeria Posnania – 8 sal, 1374 miejsc[50]
38. Przemyśl – Galeria Sanowa – 4 sale, 578 miejsc[51]
39. Radom – 5 sal, 1014 miejsc[52]
40. Rzeszów – Kino Helios przy al. Powstańców Warszawy 14 – 4 sale, 1202 miejsc[53]
41. Rzeszów – Galeria Rzeszów – 6 sal, 1187 miejsc[54]
42. Siedlce – Galeria Siedlce – 5 sal, 1033 miejsca[55]
43. Sosnowiec – 4 sale, 1084 miejsc[56]
44. Stalowa Wola – Galeria VIVO – 4 sale, 658 miejsc[57]
45. Starachowice – Centrum Galardia – 4 sale, 637 miejsc[58]
46. Szczecin – DK Kupiec – 4 sale, 1114 miejsc[59]
47. Szczecin – Outlet Park – 7 sal, 1400 miejsc, w tym IMAX - otwarcie 19 grudnia 2025[60][61]
48. Tczew – Galeria Kociewska – 4 sale, 754 miejsc[62]
49. Tomaszów Mazowiecki – Galeria Tomaszów – 4 sale, 754 miejsc[63]
50. Warszawa – Blue City – 8 sal, 879 miejsc[64][65][66],
51. Wołomin – Fabryka Wołomin – 4 sale, 593 miejsc[67]
52. Wrocław – Magnolia Park – 7 sal, 1117 miejsc[68]
53. Wrocław – Bielany Wrocławskie – Aleja Bielany – 8 sal, 1378 miejsc[69]
54. Żory  – Galeria Wiślanka – 4 sale, 681 miejsc[70]